# Serbisch-Montenegrinische Badmintonmeisterschaft
Serbisch-Montenegrinische Meisterschaften im Badminton wurden von 2003 bis 2006 ausgetragen und gingen danach fließend in die Meisterschaften von Serbien über. Juniorenmeisterschaften wurden ebenso wie die Mannschaftsmeisterschaften von 2003 bis 2006 ausgetragen.
Nach dem Zerfall der SFRJ finden auf dem Gebiet des ehemaligen Jugoslawiens auch Titelkämpfe Bosnien-Herzegowinas, Mazedoniens, Sloweniens und Kroatiens statt. Zuvor gab es auch Meisterschaften von Jugoslawien.

## Die Titelträger
| Saison | Herreneinzel    | Dameneinzel       | Herrendoppel                     | Damendoppel                      | Mixed                             |
| ------ | --------------- | ----------------- | -------------------------------- | -------------------------------- | --------------------------------- |
| 2003   | Radomir Jovović | Ana Marić         | Radomir Jovović Zoran Stepanović | Marija Glogovac Marija Bulatović | Zoran Stepanović Marija Bulatović |
| 2004   | Milan Barbir    | Andrea Tobolka    | Milan Barbir Žarko Petrović      | Marija Bulatović Jelena Obrić    | Zoran Stepanović Marija Bulatović |
| 2005   | Milan Barbir    | Marija Bulatović  | Milan Barbir Radomir Jovović     | Marija Bulatović Marija Glogovac | Zoran Stepanović Marija Bulatović |
| 2006   | Milan Barbir    | Stefana Stanković | Milan Barbir Nikola Marjanović   | Marija Bulatović Sandra Zorić    | Radomir Jovović Ana Zorić         |